# Physalis mollis
Physalis mollis är en potatisväxtart som beskrevs av Thomas Nuttall. Physalis mollis ingår i släktet lyktörter, och familjen potatisväxter. Inga underarter finns listade i Catalogue of Life.